# Leyes de molienda
A pesar de un gran número de estudios en el ámbito de los planes de fractura no existe una fórmula conocida que prediga eficazmente la energía requerida necesaria para reducir un material desde un tamaño de partícula a otro menor. Sin embargo, existen tres modelos semi-empíricos, cada uno eficaz en su rango de trabajo, que usados pueden aproximarse mucho a los valores reales de molienda.
Los tres modelos se les conoce como leyes de molienda. Estas leyes pueden ser expresadas en una ecuación general conocida como Ecuación de Walker.
{\displaystyle \int _{d_{0}}^{d}{\frac {dD}{D^{n}}}=E}
Las leyes se mencionan a continuación con sus respectivos rangos de trabajo con W como Energía de molienda por unidad de masa in kJ/kg, c es un coeficiente de molienda, dA es el tamaño de partícula del material a moler al momento de carga y dE el tamaño de la partícula una vez molida.
Ley de Kick (n=1)
d > 50 mm
{\displaystyle W_{K}=c_{k}\ln \left({\frac {d_{A}}{d_{E}}}\right)}
Esta tiene el inconveniente de que supone que la energía necesaria para llevar a cabo el proceso es independiente del tamaño inicial de las partículas. Útil para predecir el gasto de partículas de tamaño elevado.
Ley de Bond[2] (n=3/2)
50 mm > d > 0.05 mm
{\displaystyle W_{B}=c_{B}*\left({\frac {1}{{\sqrt {d}}_{E}}}-{\frac {1}{{\sqrt {d}}_{A}}}\right)\,}
Esta ley establece que existe una relación lineal entre la energía necesaria para llevar a cabo la pulverización y la raíz cuadrada del tamaño de partícula, útil para procesos en los que no se puedan usar las demás leyes de molienda
Ley de Von Rittinger (n=2)
d < 0.05 mm
{\displaystyle W_{R}=c_{R}*\left({\frac {1}{d_{E}}}-{\frac {1}{d_{A}}}\right)\,}
Su deducción se basa en que el gasto asociado a los procesos de pulverización es proporcional al incremento de superficie específica que experimenta el material. Útil especialmente para materiales quebradizos.
Un valor fiable para el tamaño de grano dA y dE es d80. Este valor significa que el 80% (en masa), de la materia sólida tiene un tamaño de grano más pequeño. El coeficiente de molienda de Bond para diferentes materiales se pueden encontrar en la literatura. Para calcular los coeficientes de Kick y Rittinger se pueden usar las siguientes fórmulas.
{\displaystyle c_{K}=1.151*c_{B}*(d_{BU})^{-0.5}\,}
{\displaystyle c_{R}=0.5*c_{B}*(d_{BL})^{0.5}\,}
Estas fórmulas son válidas para valores inferiores a dBU = 50 mm y para  dBL inferior a  0.05 mm.
Estas relaciones no aplican en algunos  molinos que cuentan con agitadores mecánicos, por lo que se requiere de experimentación para determinar relaciones entre potencia y tamaño de partícula.[1]